# Granice wzrostu
Granice wzrostu – potoczna nazwa szeregu teorii ekonomicznych kwestionujących możliwość nieustannego wzrostu gospodarczego (w sensie rosnącego PKB), będącego jednym z centralnych paradygmatów neoklasycznej ekonomii.

## Czynniki ekologiczne
Najczęściej występującą klasą argumentów przeciwko tezie o konieczności ciągłego wzrostu gospodarczego są argumenty oparte na koncepcji ekologicznych granic wzrostu, wysuwane już w czasach starożytnych i usystematyzowane w XVIII wieku przez Thomasa Malthusa.
Jedną z pierwszych współczesnych prac naukowych z tej kategorii był raport Klubu Rzymskiego pt. Granice wzrostu (ang. The Limits to Growth) opublikowany w 1972 roku przez grupę doktorantów amerykańskiej uczelni MIT. Raport ten zawierał dyskusję komputerowego modelu rozwoju światowej gospodarki przy kontynuacji istniejących w momencie jego napisania trendów — demograficznych jak i dotyczących zużycia zasobów naturalnych, zwłaszcza ropy naftowej. Wynikiem symulacji było w każdym przypadku załamanie się wzrostu gospodarczego po kilkudziesięciu latach w wyniku wyniszczenia środowiska naturalnego połączonego z nadmiernym przyrostem naturalnym.
Podobna argumentacja, jakkolwiek opierająca się na przemyśleniach teoretycznych, a nie na symulacjach komputerowych, jest jednym z podstawowych tez ekonomii ekologicznej. Przedstawiciele tej szkoły ekonomii argumentują, że ze względu na bardzo ograniczoną substytutowalność kapitału rzeczowego i naturalnego wzrost gospodarczy (wraz z przyrostem naturalnym) nie jest możliwy ad infinitum, jako że prędzej czy później doprowadziłby do przekroczenia granic pojemności ekologicznej (ang. carrying capacity) Ziemi i załamania gospodarczego.

## Czynniki społeczne
W napisanej w 1976 roku książce pt. Social Limits to Growth brytyjski ekonomista Fred Hirsch argumentował, że postulowane przez raport Klubu Rzymskiego z 1972 roku ekologiczne granice wzrostu nie mają dużego znaczenia w bliższej przyszłości – dużo bardziej istotne są za to społeczne czynniki ograniczające. Według Hirscha, wraz z rosnącym dobrobytem wzrasta konkurencja o tzw. dobra pozycyjne (ang. positional goods), które mają tę specyficzną cechę, że podczas gdy potencjalnie każdy może je zdobyć, nie mogą ich mieć wszyscy jednocześnie. Jako przykłady dóbr pozycyjnych Hirsch podaje: dobra luksusowe (jako że luksus jest definiowany w odniesieniu do przeciętnego standardu), pozycję społeczną bądź zawodową, dzieła sztuki, edukację etc. W wielu przypadkach zdobycie tych dóbr przez większą liczbę ludzi automatycznie prowadzi do ich zniszczenia albo spadku ich jakości.
Zjawisko to jest powiązane ze wzrostem gospodarczym na kilka sposobów. Po pierwsze, wzrost gospodarczy wynoszący ludzi na poziom dobrobytu, przy którym stać ich na więcej niż tylko zaspokojenie podstawowych potrzeb, powoduje, że zaczynają oni konkurować o dobra pozycyjne. Po drugie, ponieważ tylko niektórzy są w stanie te dobra osiągnąć, wzrost gospodarczy pośrednio prowadzi do frustracji. Po trzecie, wzrost gospodarczy prowadzi do wzrostu względnej wartości (ceny) dóbr pozycyjnych, co jeszcze wzmacnia frustrację. Tym samym, konsekwencją ciągłego wzrostu gospodarczego mogłoby być załamanie struktur społecznych na skutek postępującej frustracji coraz to szerszych warstw populacji. Ten teoretyczny wniosek został w pewnym sensie potwierdzony przez badania empiryczne wskazujące, że powyżej pewnego poziomu materialnego dobrobytu dalszy wzrost gospodarczy nie wywołuje wzrostu w poziomie szczęśliwości/satysfakcji.

## Czas i konsumpcja
Szwedzki ekonomista Staffan Linder w swojej napisanej w 1970 roku książce The Harried Leisure Class analizuje związek między wzrostem w możliwościach konsumpcyjnych a ograniczonym budżetem czasu, którym dysponuje każdy człowiek. Z jego analizy wynika, że postępujący w nieskończoność wzrost gospodarczy jest niemożliwy. W przeciwieństwie do dużej części teorii ekonomicznej, Linder nie zakłada, że konsumpcja dóbr i usług ma miejsce „w mgnieniu oka”. Argumentuje, że większość dóbr konsumpcyjnych wymaga poświęcenia czasu – aby je wybrać, kupić i skonsumować (nacieszyć się nimi). Tym samym wprowadza on do kalkulacji ekonomicznych dodatkowy czynnik: budżet czasu. Ponieważ każdy człowiek ma do dyspozycji tylko 24 godziny na dobę, argumentuje Linder, absurdalnym byłoby zakładać, że może on w tym czasie skonsumować dowolną ilość dóbr i usług. Stwierdzenie to jest źródłem jego tezy o istnieniu granic wzrostu gospodarczego o dwóch stopniach: pierwszy stopień jest osiągnięty, kiedy konsumpcja każdego dodatkowego dobra (bądź usługi) umniejsza korzyść czerpaną z sumy skonsumowanych dóbr i usług. Drugi stopień to fizyczna niemożność przekroczenia pewnej ilościowej granicy konsumowanych dóbr i usług w danej jednostce czasu. Rezultatem obu tych efektów jest ograniczenie możliwości wzrostu gospodarczego ad infinitum.
W podobny do Lindera sposób argumentuje niemiecki ekonomista Niko Paech w swojej teorii społeczeństwa post-wzrostowego (post-growth).

## Innowacje
Jednym z głównych argumentów krytyków koncepcji „granic wzrostu” jest innowacyjność, która powoduje, że ludzkość jest w stanie coraz efektywniej wykorzystywać coraz nowe zasoby wszechświata. Julian Simon i Esther Boserup pokazali, że w historii ludzkości było wiele momentów, które postrzegano jako zbliżającą się „granicę wzrostu” i każdy z nich ostatecznie okazywał się przełomem technologicznym oraz cywilizacyjnym, a nie katastrofą. Julian Simon uważał ludzką inteligencję i innowacyjność za „zasób ostateczny” (ultimate resource), jedyny jaki naprawdę ma znaczenie. Według Davida Deutscha postęp ten ma charakter nieskończony.
Wkładem polskiego ekonomisty Stanisława Gomułki do teorii innowacji jest jego teza o innowacyjnych granicach wzrostu gospodarczego, przedstawiona w książce Teoria innowacji i wzrostu gospodarczego. W swojej teorii Gomułka postrzega wynalazców (czyli twórców innowacji) jako czynnik produkcji o charakterze bogactwa odnawialnego. Twierdzi on, że u podłoża wzrostu gospodarczego leży „rosnące wykorzystanie puli potencjalnych wynalazców”. Tym samym musi z czasem dojść do efektu nasycenia w wyniku pełnego wykorzystania ww. puli. To z kolei musi prowadzić do spadku stopy wzrostu gospodarczego, w końcowym efekcie do zera.